# Magdalénien en Suisse
Subdivisions
Dryas ancien (16 500 - 14 700), Bölling-Alleröd (14 700 - 12 900), Dryas récent (12 900 - 11 700)
Objets typiques
Propulseurs, sagaies, lamelles à dos, pièces en triangles, perçoirs à longues pointes, figurine féminine ("Vénus") de Monruz
Le Magdalénien est l'une des dernières cultures préhistoriques du Paléolithique supérieur en Europe. Il se développe à la fin de la dernière période glaciaire, dite glaciation de Würm dans les Alpes, entre environ 18 000 et 14 000 ans avant le présent (AP). Avant le début de cette période, les glaciers alpins atteignaient leur taille maximale et la Suisse en était entièrement couverte.

## Magdalénien en Europe
Le Magdalénien prend son essor en Europe occidentale et plus précisément en Espagne, en France, notamment dans les sites du Sud-Ouest, en Belgique, en Suisse, et dans l'Ouest de l'Allemagne. Après le dernier maximum glaciaire, un léger réchauffement marque le début du Magdalénien, dont l'environnement typique est de type toundra. Ainsi, les premières plantes se développent. La végétation caractéristique de ce climat froid est représentée par une diversité de buissons nains, d'herbacées, de bouleaux arbustifs, quelques pins et mélèzes ; toutes ces plantes ont pu être déterminées avec assurance par différents diagrammes polliniques. Peu de forêts recouvrent alors le continent européen. Les rares qui existent sont peu denses . Bien qu'elles soient clairsemées, les plantes croissantes appâtent très vite les hardes des grands herbivores. Ces troupeaux attirent les groupes d'Hommes modernes (Homo sapiens), dont les capacités cognitives seraient les mêmes que les nôtres. Leur subsistance est entièrement fondée sur la chasse, la pêche, et la cueillette.  
Les Magdaléniens travaillent sur un outillage plus élaboré. En effet, une grande variété de burins, grattoirs, perçoirs, lames et lamelles est réalisée en pierre. De plus, dès le Magdalénien, par exemple, se développe un outillage mieux adapté au climat qui les entoure comme le propulseur et la sagaie, qui révolutionnent la chasse : le propulseur procure au chasseur qui manipule la sagaie une plus grande puissance et une meilleure précision. De plus, ces deux outils sont idéaux pour les paysages de l'époque où les forêts sont rares,. Les propulseurs sont notamment taillés dans les bois de rennes. Comme mentionné, l'outillage peut donc être non seulement d'origine lithique, osseuse ou en matière dure animale, mais on peut aussi penser que le bois ait pu être utilisé, bien qu'aucun reste n'ait subsisté. En ce qui concerne leur habitat, ces groupes humains logeaient principalement dans ce qu'on appelle des "abris-sous-roche" : les températures y sont constantes et ils sont de bons coupe-vents. Aussi, ces chasseurs vont s'adonner à quelques formes d'art comme sur les parois de grottes. 
L'époque magdalénienne est marquée par un essor des expressions d'art, dont l'art pariétal, qui était apparu dès l'Aurignacien, aux alentours de 40 000 ans AP (avec en particulier la grotte Chauvet).
Vers 16 500 ans AP, peu après le début du Magdalénien, le Dryas ancien commence. Le climat redevient rude : les températures peuvent baisser jusqu'à -20 °C en hiver, (cette conclusion se base sur une étude menée sur le rapport isotopique de l'oxygène 16O et 18O). De fait, il est aussi fort probable que les grands ruminants aient entrepris des migrations saisonnières afin d'accéder à des sources d'eau, puisque les rivières, ruisseaux, etc. devaient se recouvrir sporadiquement de neige. Puis, vers 14 700 ans AP, un réchauffement climatique brutal transforme la flore et la faune. Les températures moyennes se situant jusqu'alors en dessous de zéro passent à environ 5 °C. Ce changement drastique demande alors aux Hommes une adaptation rapide à leur nouvel environnement,. 

## Sites magdaléniens en Suisse

Carte des cantons suisses

Quarante-neuf sites datant du Magdalénien ont été identifiés en Suisse (état en 2020) :
Canton de Vaud
- Scé du Châtelard (Villeneuve)
- Abri sous roche du Mollendruz (Mont-la-Ville)

Canton de Fribourg
- Environs du lac de Lussy (Châtel-Saint-Denis)

Canton de Neuchâtel
- Monruz (Neuchâtel)
- Champréveyres (Hauterive)

Canton du Jura
- Noir Bois (Alle)

Canton de Berne
- Moosbühl (Moosseedorf)

Canton de Soleure
- Solothurn-Hauptgasse (Soleure, SO)
- Thierstein (Büsserach, SO)
- Chesselgraben (Erschwil, SO)
- Unter der Fluh (Balm bei Günsberg, SO)
- Kastelhöhle Nord (Himmelried, SO)
- Kleine Ganghöhle (Himmelried, SO)
- Heidenküche (Himmelried, SO)
- Bolken (Bolken, SO),
- Moosmatten (Aeschi, SO)
- Hintere Burg (Burgäschi, SO)
- Rislisberghöhle (Oensingen, SO)
- Trimbach (Trimbach, SO)
- Hard I et II (Olten, SO)
- Sälihöhle Oben (Olten, SO)
- Käsloch (Winznau, SO)
- Wilmatt (Winznau, SO)
- Köpfli (Winznau, SO)
- Oberfeld (Winznau, SO)
- Mühleloch (Starrkirch-Wil, SO)

Canton de Bâle
- Liesberg (Liesberg, BL)
- Büttenloch (Ettingen, BL)
- Brügglihöhle (Nenzlingen, BL)
- Kohlerhöhle (Brislach, BL)
- Bruderholz (Bâle ville, BL)
- Birseck-Ermitage (Arlesheim, BL)
- Rütihard (Muttenz, BL)
- Hollenberg-Höhle (Arlesheim, BL)
- Lausen (Lausen, BL)

Canton d'Argovie
- Eremitage (Rheinfelden, AG)
- Bönistein (Zeiningen, AG)

Canton de Lucerne
- Stumpen (Reiden, LU)
- Stations aux alentours de Kottwil (Kottwil, LU)

Canton de Zoug
- Cham (Cham)

Canton de Zurich
- Rafz (Solgen-Im Grauen, ZH)

Canton de Schaffhouse
- Freudenthal (Schaffhouse, SH)
- Schweizersbild (Schaffhouse, SH)
- Gsang (Schaffhouse, SH)
- Untere Bsetzi (Thayngen, SH)
- Vorder Eichen (Thayngen, SH)
- Kesslerloch (Thayngen, SH)
- Neue Höhle (Thayngen, SH)

Canton de Schwytz
- Langrüti (Einsiedeln)

## Caractéristiques

### Chronologie

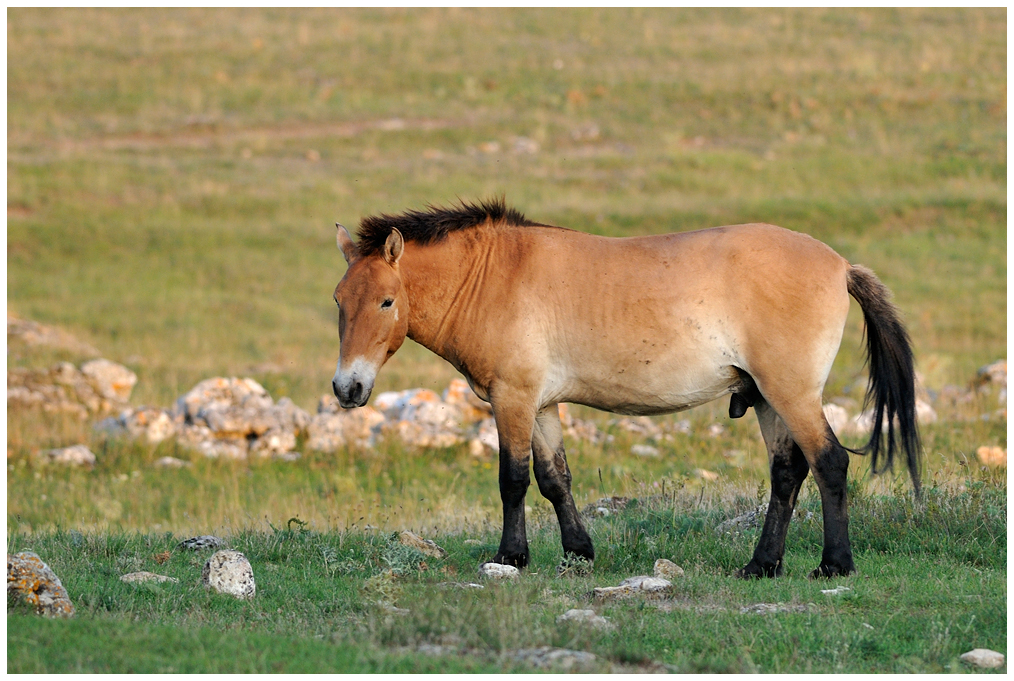
Photo d'un cheval de Przewalski dans son environnement de nos jours. Ce cheval était sans doute l'animal prédominant durant le Magdalénien. Contrairement aux espèces saisonnières comme le bouquetin, le cheval de przewalski se trouvait en plaine toute l'année. Par ailleurs, il a été l'animal le plus consommé dans la région de Neuchâtel d'après les vestiges osseux retrouvés à Hauterive-Champréveyres et Neuchâtel-Monruz.

Le Magdalénien est la seule période du Paléolithique supérieur attestée archéologiquement en Suisse jusqu'à maintenant. De fait, le Paléolithique supérieur helvétique débute vers 18 000 ans AP et se termine vers 11 700 ans AP. Néanmoins, avant cette période d'occupation, la Suisse devait être un point de passage important entre la vallée du Rhin et entre l'Europe danubienne et l'Europe atlantique. La plus grande partie des sites du Magdalénien suisse se situent sur l'arc jurassien, plus précisément entre Genève et Schaffhouse. Certaines stations, comme Moossedorf-Moosbühl, illustrent des tentatives de pénétration sur le Plateau. D'autres, avoisinant les 1000 m d'altitude, vont jusqu'à toucher les Préalpes. Notons que tout le territoire suisse n'a pas pu être occupé par ces derniers. En effet, aucune trace de campements magdaléniens n'a été déterminée dans les Alpes et la Haute-Chaîne du Jura; une des hypothèses à ce propos, serait que des glaciers ou des pentes trop abruptes et trop peu végétalisées ne permettaient pas, non seulement l'implantation de campement, mais aussi elles étaient probablement trop escarpées pour les hardes de gibier. Dès le retrait des glaciers, la colonisation des territoires s'est principalement focalisée sur les régions les plus favorisées sur le plan climatique. Les principaux mouvements de population provenaient de l'est de la France. Sachant que le monumental glacier du Rhône dominait le bassin lémanique, c'est donc par le nord-ouest de la Suisse, dépourvue de glace, que les Magdaléniens ont pu s'établir en Suisse. Certains ont suivi le Rhin jusqu'au lac de Constance tandis que d'autres ils sont allés jusqu'aux abords du Jura et dans le pays de Neuchâtel.
Le Magdalénien, en Suisse, a été subdivisé en trois périodes par Jean-Marie le Tensorer, dont la première est la plus longue (18 000 ans - 14 000 ans AP). Les principaux sites correspondant à cette phase sont la grotte de Kastelhöhle (22 000 - 23 000 ans AP) dans la vallée de la Birse et Birseck-Ermitage. La grotte de Kastelhöhle a livré une industrie magdalénienne plutôt ancienne comptant principalement des éclats. Birseck-Ermitage, qui a surtout livré du Magdalénien moyen, a regroupé quelques pièces en triangles et des baguettes demi-rondes dépourvues de décors.

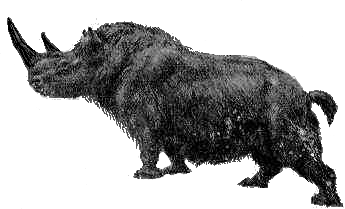
Croquis d'un rhinocéros laineux. Le coelondonta antiquitatis a été bien représenté dans le biome qui s'étendait de l'Europe à la Russie. Cette espèce s'est éteinte lors de la dernière glaciation du Würm, entre3 13 000 et 10 000. Malgré sa présence marquée, il est rare de retrouver un squelette complet. En 2010, l'IPH fait l'acquisition d'un squelette de l'espèce dans un état de conservation remarquable. En effet la corne nasale ou antérieure a été préservée, alors qu'il est très rare d'en retrouver quant à sa composition. Selon le chercheur T. Deng, le genre Coelondonta serait en Chine du Nord, dont le premier représentant serait Coelodonta nihowanensis, dont la taille est plus petite et les naseaux sont plus étroits. L'ancêtre directe du Coelondonta antiquitatis serait Coelodonta tologoijensis, dont des traces de sa présence ont été dénotée en Transbaïkalie occidentale. Cette espèce se distingue encore du coelondonta antiquitatis par sa taille plus élancée et par l'absence de jugales d'hypsodontes

La deuxième période correspond au réchauffement de l'Alleröd (13 900 ans - 12 900 ans AP). Les deux centres de diffusion du peuplement étaient alors situés à Schaffhouse et dans la vallée de Birse. Les sites de cette deuxième phase sont la grotte du Kesslerloch offrant une stratigraphie très riche. Sur ce site, de nombreux vestiges osseux de mammouth, mammuthus primigenius, de rhinocéros laineux, coelondonta antiquitatis ou encore de bœuf musqué, ovibos moschatus. La fin de cette seconde partie se définit par une expansion de la population vers 13 500 ans AP. L'outillage lithique est très analogue à celui qui a été retrouvé à Kesslerloch, alors que l'industrie en matière dure animale s'est appauvrie. Deux sites couvrent cette dernière phase du Paléolithique supérieur et selon l'archéologue Denise Leesch cette partie pourrait se subdiviser en deux groupes, dont le premier correspondrait aux sites d'Hauterive-Champréveyres et Neuchâtel-Monruz, présentant une industrie lithique comptant plus de 50% de lamelles simples et pouvant alors être pris comme référence et l'autre le site de plein air de Moosseedorf-Moosbühl, comportant une proportion élevée de lamelle à dos tronquées, de rectangles et des perçois à longues pointes.  
Durant la troisième période, entre 13 000 ans et 12 000 ans AP, le froid revient en force avec le Dryas récent. Un changement est aussi à souligner dans les populations humaines. En effet, des phases de colonisation vers le Moyen Pays s'enchaînent. Les Magdaléniens parviennent enfin à s'établir entre les Alpes et le Jura bernois. Au sud-ouest de la Suisse, on note des mouvements de population provenant de Savoie en direction de la région genevoise, qui touchent la région lémanique suisse. Les sites caractérisant cette ultime phase du Magdalénien suisse sont les stations Winznau, non loin d'Olten, la grotte de Kohlerhöhle, dans la commune de Brislach et Brügglihöhle, dans la commune de Nenzlingen. L'industrie lithique est marquée par un armement avec des pointes à dos anguleux et à cran de type hambourgien.

### Flore

#### Flore primaire
À la suite de la fonte des glaces, les sols, riches en minéraux, se recouvrent peu à peu de végétation de type steppique,. Les premières plantes qui se développent sont les héliophiles. Dès 17 500, quelques saules rampants apparaissent et quelques autres plantes artico-alpines comme des tapis d'herbacées composés de gypsophiles, de saxifrages, des hélianthèmes ,et du lin de haute montagne. En ce qui concerne les arbres, il s'agit plus de formes arbustives rases de saules rampants et bouleaux nains.

#### Flore finale
Dès 14 700 ans AP, à la suite du réchauffement, des genévriers, des argousiers, ainsi que bouleaux arborescents recouvrent les sols. Vers 12 500 ans AP, les premiers peupliers et pins sylvestres prennent leur essor,. En même temps, les forêts se fournissent davantage. De fait, la communauté des plantes  héliophiles se réduit considérablement en basse altitude jusqu'à disparaître, tandis qu'en haute altitude elles prospèrent. Ce ne sont pas seulement les diagrammes polliniques qui ont aidé dans la détermination de l'existence de cette plante, mais aussi la présence de nombreux charbons, datant plutôt de l'Azilien, identifiés dans les foyers de Champréveyres et Monruz. Parmi les restes botaniques carbonisés, il a été retrouvé du saule rampant, du bouleau nain, des graines de caryophyllacées, alchémilles et potentilles. Ces graines devaient à l'origine être des fleurs qui tapissaient le sol non loin d'un foyer, à moins que les Magdaléniens aient intentionnellement séché ces fleurs pour les utiliser comme combustible.

### Faune

#### Faune sauvage non chassée ou rarement

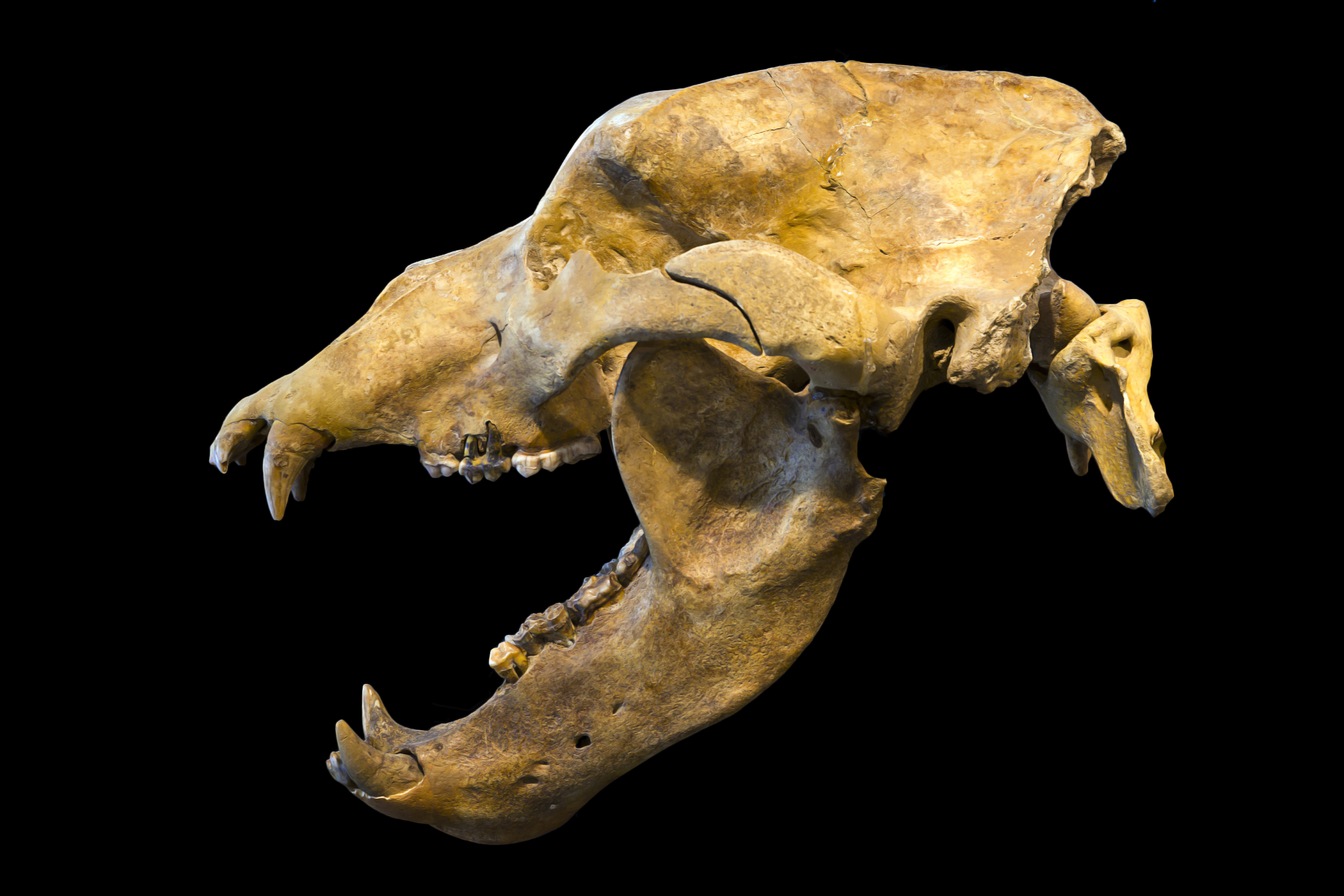
Photo d'un crâne d'ours des cavernes. L'ours des cavernes est une espèce disparue aujourd'hui qui a côtoyé une espèce cousine que nous avons connu en Suisse, l'ursus arctos, plus connu sous le nom d'ours brun. L'"ours des cavernes" a disparu lors de la dernière glaciation de Pleistocène supérieur. Par la découverte de vestiges osseux, ils auraient séjourné, lors de périodes d'hibernation, dans les grottes des Alpes et du Jura, contrairement à son cousin l'ours brun qui y s'aventurait très rarement.

De manière générale, bien que quelques vestiges osseux de carnivores présentent des marques de découpe, les carnivores chassés ne sont pas très nombreux. Parfois, leur fourrure est même utilisée. Aussi, il faut souligner que la faune sur le Plateau suisse se présente variée et dépendante de l'environnement dans lequel l'animal peut évoluer. Parmi les animaux disparus assez rapidement sur le territoire suisse (Alpes, Préalpes et Jura), on compte l'ours des cavernes, ursus spealeus, qui disparaît vers 28 000 ans AP. D'autres ossements de mammifères géants, comme le rhinocéros laineux, ont été mis au jour. Un des derniers représentants de l'espèce a été retrouvé en 1991, dans le lac de Neuchâtel : un crâne exceptionnellement bien conservé, découvert lors de l'extraction de graviers, a été daté par radiocarbone d'environ 17 200 ans AP.     

#### Cas spécial du chien
Le Magdalénien a livré des fossiles de chien domestique datés entre 16 000 et 15 000 ans AP à Hauterive-Champréveyres et Monruz, puis d'autres vestiges de chien dans le reste de la Suisse (dans les zones occupées du Magdalénien). Contrairement à une hypothèse avancée, le chien n'aurait pas fait l'objet de domestication à des fins cynégétiques, car le paysage est ouvert et peu de forêts se dessinent à l'horizon, et encore moins comme aide de "rabattage" de troupeaux, puisque la domestication d'herbivores n'apparaît que bien plus tard, durant le Néolithique. Il aurait donc été domestiqué dans une optique purement affective. 

#### Faune chassée
Le cheval était probablement l'un des animaux les plus répandus, surtout dans les environs d'Hauterive-Champréveyres et de Monruz, car, non seulement son régime alimentaire n'est pas très exigeant (il se satisfait de n'importe quelle herbe, même rase, par sa dentition d'hypsodonte), mais aussi car il possède un sabot unique, ce qui expliquerait pourquoi il préfère les terrains non accidentés et au sol dur.
Pour ce qui est des brachyodontes, leur couverture d'occupation, tout comme pour le cheval, est grande et éclectique selon la saison. D'où le fait qu'une espèce unique peut prédominer dans un site archéologique. Par exemple, le renne possède deux larges sabots fendus, dont les doigts latéraux sont relativement bien développés; il a donc une aisance à se mouvoir dans les terrains marécageux ou recouverts d'une épaisse couche de neige. Le bouquetin, lui, possède des pattes plus courtes et plus solides, terminées par des sabots plus robustes, ce qui lui permet de se déplacer sur des terrains plus escarpés. Vers la fin du Magdalénien, les espèces forestières dominent le bestiaire. Ainsi, les Magdaléniens commencent à chasser des cerfs, des chevreuils ou encore des sangliers.
Enfin, il reste les petits mammifères et les oiseaux. Le lièvre variable, lepus timidus, la marmotte, marmota marmota, ou encore le spermophile, spermophilus, présents sur une majorité de sites helvétiques, étaient davantage chassés pour leurs restes osseux, que pour leur viande. L'avifaune est représentée notamment par les passereaux, qui étaient sans nul doute consommés. Le reste des attestations aviaires varie surtout en fonction de l'environnement aux alentours des sites : au nord du lac de Neuchâtel, quelques limicoles, cygnes chanteurs, dont les œufs devaient être une ressource saisonnière, oies, plongeons arctiques et ansériformes sont présents et de façon plus rare l'aigle royal.

### Les expressions artistiques

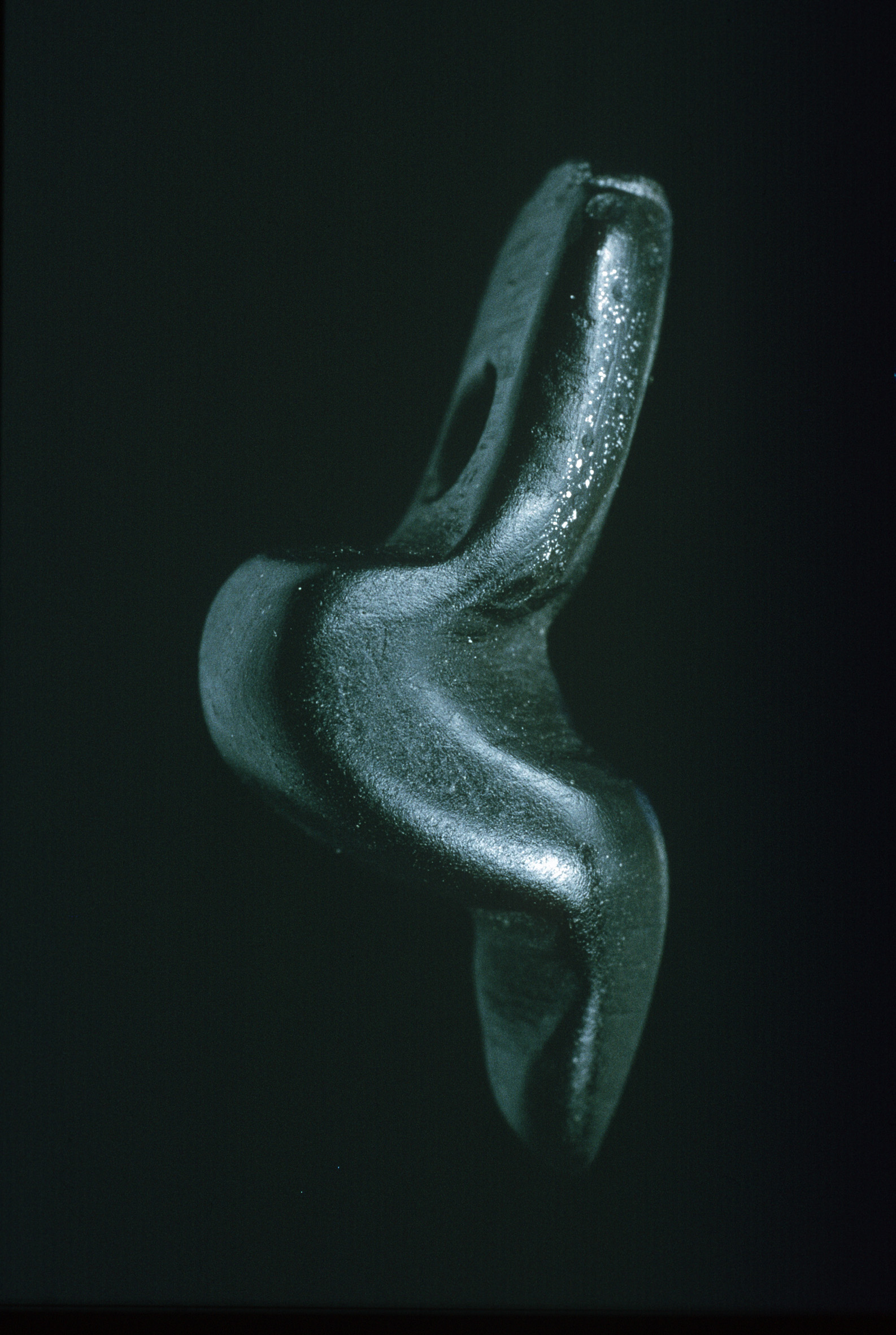
Photo d'une "Vénus" de Monruz. Ce genre de petite figurine peut être vue au Musée du Laténium. Ces statuettes féminines schématiques ont l'objet d'étude poussée. En effet, dans un premier temps, elles prenaient un aspect plus "réalistes", puis elles ont été relativement schématisées. La matière dans laquelle elles étaient faites n'étaient pas uniquement lithique, mais aussi osseuse, argileuse ou encore elles pouvaient être façonnées dans de l'ivoire de mammouth. Les "vénus* ont notamment été retrouvées de la France jusqu'en Ukraine et à noter qu'à l'abri-sous-roche de Peterfels, à Bade-Wurtemberg, en a délivrer une douzaine. Ces dernières sont plutôt similaires à celle qui ont été découvertes à Neuchâtel tout en distinguant par quelques différences.

Contrairement aux nombreuses figurations qu'on peut retrouver sur les parois de grottes en Espagne ou en France, la Suisse n'a jusqu'à maintenant délivré aucune peinture pariétale: l'art paléolithique s'y limite à quelques objets. Ceux-ci ont principalement été retrouvés sur le site du Schweizersbild, dans le canton de Schaffhouse, les grottes du Kesslerloch et Freudenthal, à Schaffhouse, pour ce qui est des sites du Magdalénien supérieur ancien. Les trois autres sites, Rislisberghöhle, à Oensingen, Neuchâtel-Monruz et Veyrier, qui contenaient des objets d'art datés du Magdalénien supérieur moyen ou final.
Malgré cette lacune de peintures pariétales, il faut savoir que les découvertes du gisement du Kesslerloch a marqué un tournant dans l'art préhistorique.Une quarantaine de pièces d'art, principalement des figurations gravées sur des outils (neuf propulseurs, sept baguettes et quatre bâtons percés) ou sur des fragments de bois de renne, d'os ou des plaquettes de lignite. Relevons aussi la présence de quelques sculptures qui se subdivisent en deux groupes : l'un se présente avec une forme allongée en fuseau et l'autre comptant une sculpture en jais décrite comme "énigmatique" par Jean-Marie Le Tensorer qui devrait, selon lui, représenter un insecte. Cependant l'objet le plus fameux qu'a livré la collection est sans doute le bâton percé avec le "renne broutant"découvert en 1873. Par ailleurs, ces découvertes ont un tel impact que les trouvailles du Kesslerloch ont fait l'objet d'un débat passionné lors de la huitième session de la Société allemande d'anthropologie, d'ethnographie et de préhistoire en 1877 à Constance (où sont d'ailleurs conservées la plupart des pièces du Kesslerloch .) 
Le site de Neuchâtel-Monruz a aussi présenté une grande diversité d'objets artistiques. Évoluant dans un genre plus stylisé, les figurations sur un même objet semblent se multiplier et peuvent être réalisées en superposition. Les pièces les plus fameuses sont sans doute les représentations de "Vénus" en jais. Leur schématisation est extrême et elles sont pour la plupart perforées au niveau du torse ou de la tête, dont les traits du visage ne sont pas représentés ; elles devaient être utilisées comme pendeloques. Ces représentations féminines, par ailleurs, font écho à ce que les archéologues ont pu retrouver dans le sud de la France.

## Recherches sur le Magdalénien en Suisse

### Fouilles en grotte

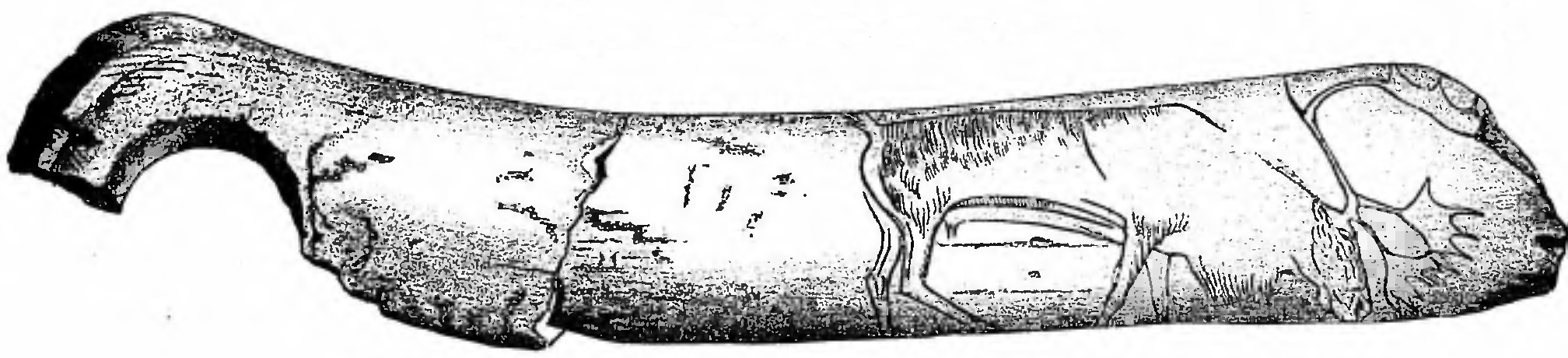
Croquis de la pièce archéologique du "renne broutant". Il s'agit d'une pièce maîtresse de l'art préhistorique suisse. Réalisé sur du bois de renne et sur ce qui s'apparente à un propulseur, il date d'environ 13 000 - 9 000 AP. Une réplique de cette pièce peut être vue au Musée national suisse (Zurich) et la pièce originale au musée Rosgarten de Constance en Allemagne.

Sur le territoire helvétique, les glaciers alpins rendaient la zone hostile sur la quasi-totalité de la surface du pays. En Suisse, tout comme en Europe, la recherche des sites du Paléolithique Supérieur s'est pendant longtemps focalisée sur les abris-sous-roche et les grottes. En ce qui concerne les grottes magdaléniennes, elles se situent uniquement au nord de la Suisse, à quelques kilomètres seulement de l'aire d'extension maximale des glaciers, soit dans la vallée de la Birse et les environs de Schaffhouse. Ces grottes répondent au nom de Kastelhöhle Nord, Kohlerhöhle et Y-Höhle datant entre 22 000 ans et 23 000 ans BP, se situant dans le canton de Bâle et une plus tardives comme celles Kesslerloch, dans le canton de Schaffhouse qui elle date entre 13 000 et 11 000. Cette dernière, découverte en 1873 par Konrad Merk, a marqué un tournant dans l'archéologie suisse: elle possède des couches stratigraphiques riches en artefacts en matière dure animale et lithique. Aussi, a-t-on retrouvé dans cette grotte des figurations d'art, comme des pendeloques ou la fameuse image gravée du "renne broutant". 
L'avantage des fouilles en grotte est certainement la remarquable préservation des vestiges préhistoriques, qu'ils soient de nature organique ou inorganique. Ces fouilles ont permis de mettre au jour des couches sédimentaires importantes ce qui a permis de comprendre les différentes séquences chrono-culturelles. Cependant, d'autres facteurs ont joué un rôle de conservation important durant cette période. En effet, au dernier maximum glaciaire (Last Glacial Maximum ou LGM), il y a environ 28 000 ans BP, la glace dominait sur tout l'avant-pays alpin. Dès 24 000 ans BP, la supputation concernant la formation de nombreuses calottes glaciaires, qui devaient, entre autres, recouvrir le Jura, persiste; cette hypothèse explique pourquoi aucune forme d'établissement, que ce soit animale ou humaine, n'ait été possible.
Les recherches chrono-culturelles ont pu être développées dans les zones d'eaux stagnantes (lacs, plans d'eau, marais, etc.), créées à la suite du recul des glaciers, qui ont accumulé et préservé des couches importantes de sédiments contenant des pollens et d'autres restes organiques. Ces marqueurs naturels offrent ainsi une ressource importante pour construire une idée sur l'évolution climatique et botanique du LGM et plus particulièrement pour la période du Tardiglaciaire. Parmi les étendues d'eau qui ont joué un rôle très important, on compte les bords du lac Léman, le lac de Neuchâtel ou la plaine de Vidy. 

### Naissance de l'archéologie préventive

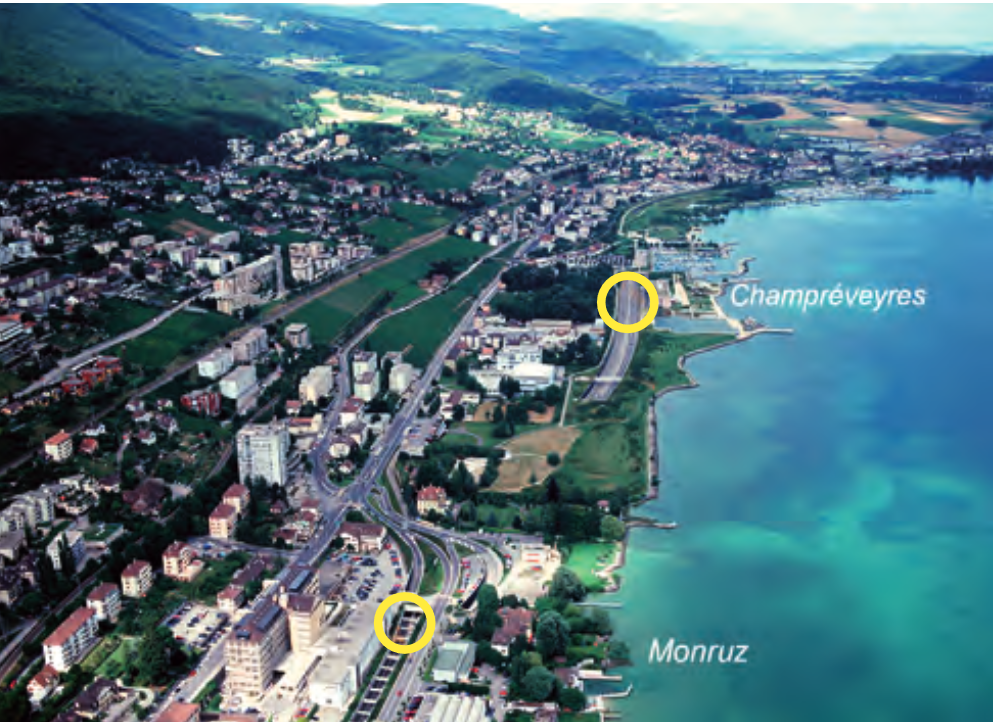
Photo aérienne des sites de Neuchâtel-Monruz et d'Hauterive-Champréveyres.

Dans le dernier quart du XXe siècle, le développement de l'archéologie « de sauvetage » puis l'affirmation de l'archéologie préventive connaîtront un impact majeur sur la recherche paléolithique. De fait, l'exploration systématique de grandes surfaces a permis la mise au jour de vestiges d'occupations de plein air, jusqu'alors très mal documentées, en raison d'une concentration des fouilles dans les grottes et les abris sous roches.
Le premier site magdalénien à faire l'objet de fouilles préventives a été le site de Moosseedorf-Moosbühl, dans le canton de Berne et dont la fouille a été dirigée par des archéologues professionnels. Identifié dès 1860, le site avait fait l'objet de plusieurs sondages en 1920. C'est seulement en 1960 que Hanni Schwab y effectue une fouille en vue de l'aménagement d'un chemin rural - avec des moyens limités, ce qui explique pourquoi l'étude n'est pas très approfondie. Puis entre 1980 et 1990, deux importants sites magdaléniens sont découverts sur le tracé de l'autoroute A5, dans le canton de Neuchâtel, à savoir Hauterive-Champréveyres et Neuchâtel-Monruz, et fouillés de manière très soigneuse, grâce à l'appui financier important de l'Office fédéral des routes. 
Quoique les travaux d'aménagement du territoire ait pu mettre au jour de nombreux sites datant du Paléolithique Supérieur, il n'en demeure pas moins que les sites de cette époque demeurent peu nombreux. Ce faible nombre est dû, sans aucun doute, à la discrétion des traces et des vestiges conservés, et au manque de spécialistes de cette période capables de les identifier.

### Site d'Hauterive-Champréveyres

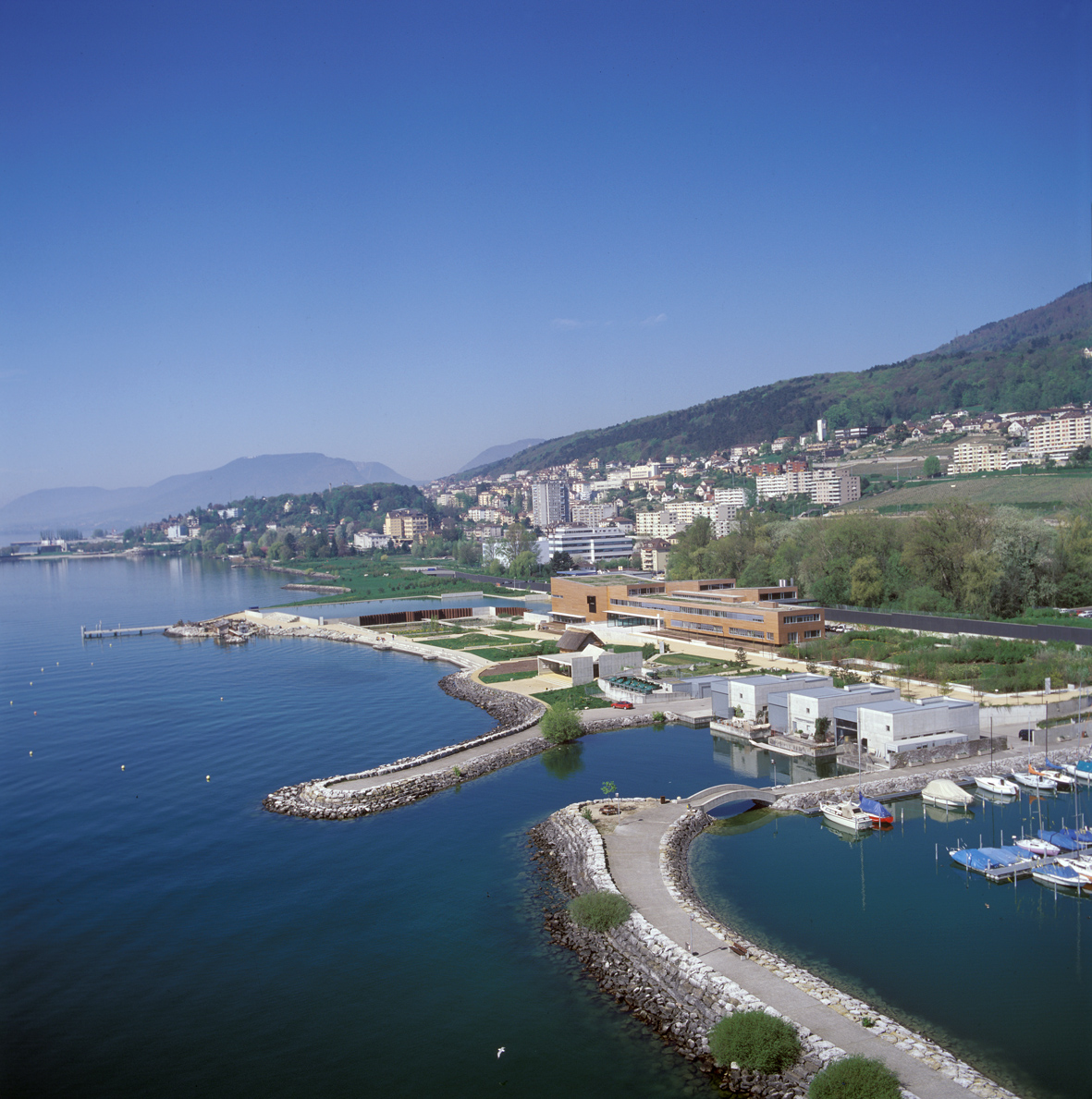
Photo du Musée du Laténium reposant sur le site d'Hauterive-Champréveyres.

Le site d'Hauterive-Champréveyres,,, situé sur les rives du lac de Neuchâtel, a été identifié en 1983. Sa découverte a suscité une grande attention, car jusqu'alors, aucun site datant du Magdalénien n'avait été reconnu dans la région : les chercheurs pensaient jusqu'à ce moment que le territoire helvétique n'avait été occupé que tardivement par cette culture. En effet, il était communément supposé que, lors de la fonte des glaciers, le Plateau suisse, à l'emplacement actuel des lacs de Neuchâtel, Bienne et Morat, était recouvert d'un lac unique et bien plus étendu, qu'on nommait "lac de Soleure". Or, compte tenu du niveau élevé qu'on attribuait aux eaux de ce lac, les vestiges de campements magdaléniens sur ses rives n'auraient pu se conserver. La découverte du site d'Hauterive-Champréveyres a ainsi permis de réfuter définitivement cette théorie, illustrant par là même l'étendue des lacunes de nos connaissances sur cette période en Suisse. La découverte du site d'Hauterive-Champréveyres, conjointement à celle du site voisin de Neuchâtel-Monruz, fouillés tous deux par la même équipe de fouilleurs a ainsi permis de mettre en exergue des similitudes frappantes.
La fouille a permis la mise au jour d'une grande quantité d'outils et de matériaux lithiques, qui classe ce site au niveau de la grotte du Kesslerloch ou du site de Munzingen en Allemagne. Quatre secteurs différents ont été définis par les fouilleurs. Le premier secteur, le principal, présente une qualité de conservation qui a permis de bien comprendre le fonctionnement du site. Les trois autres secteurs ont subi une dégradation plus avancée. Le secteur principal a pu être daté à environ 13 000 ans AP. Le secteur 2 se situe lui aussi entre la période du Dryas ancien et de l'Allerød. Par une datation au radiocarbone, ce secteur est estimé dater entre 12 500 ± 145 ans AP. Cependant, cette datation ne permet de distinguer précisément la période qui sépare les deux occupations de terrain. Il faut cependant noter que si l'on s'attarde sur les différentes couches sédimentaires, une couche de limon gris daterait davantage ce secteur entre 12 700 - 12 500 ans AP. 
En ce qui concerne le paysage contemporain, il faut imaginer un lac de 3 à 4 m plus bas qu'aujourd'hui, avec un petit plan d'eau à proximité, disparu de nos jours: le lac de Rouges-Terres. Entre ces deux étendues d'eau, une bande de terre émergeait, le récif de Marin, qui s'étendait de Monruz à Marin. La végétation, elle, reconstituée à l'aide de la paléobotanique, se constitue d'herbacées, de bouleaux nains, betula nana et de saules rampants, salix repens, offrant un caractère arctique ou alpin, paysage typique de la période magdalénienne,. La faune se constituait de chevaux, rennes, renards polaires, marmottes, lièvres variables et bouquetins,. Proche de deux sources d'eau qui attiraient les troupeaux d'herbivores, le campement d'Hauterive-Champréveyres profitait aussi d'une proximité avec les contreforts du massif jurassique. Des bancs siliceux se développaient alors sur ses flancs, se confondant parfois avec le calcaire hauterivien; ce matériau pouvait présenter une qualité relativement variable, qui n'a pas empêché les Magdaléniens d'en user pour tailler leurs outils. De même, il est possible que des échanges aient eu lieu. Des silex à grains fins ont été retrouvés sur le site, dont l'origine est assez lointaine: deux gîtes ont été déterminés: Bellegarde-Seyssel, dans le département de l'Ain (France) et Olten, dans le canton de Soleure, en Suisse. Cependant le silex n'est pas la seule matière retrouvée sur le site. En effet, des vestiges osseux, en grand nombre, ainsi que de la matière dure animale y sont retrouvés. C'est pourquoi le site d'Hauterive-Champréveyres peut être qualifié de halte de chasse. Aussi, par la découverte du site de Pincevent, en France, ces matériaux variés ont pu être, pour la plupart, combinés en vue de la confection d'outils élaborés, comme par exemple des lamelles à dos de silex collées sur des pointes de sagaies. 

#### Industrie osseuse et matière dure animale
L'industrie osseuse, à Hauterive-Champréveyres, joue un rôle fondamental au sein du site. Pléthore de tibias de lièvres variables très rectilignes ont été mis au jour - une matière première privilégiée pour la taille des aiguilles en os, grâce à leur morphologie naturelle bien adaptée à cet emploi,. Notamment sur le site de Monruz, des dents de renne, bouquetins ou de cerfs (bien qu'ils soient très rares aussi bien à Monruz qu'à Hauterive-Champréveyres) incisées à mi-hauteur de la racine sont assemblées en barrettes afin de former un collier de "perles" blanches. De même, une imitation de crache (canine de cerf) en bois de renne a été découverte. Cette parure tenait certainement le rôle d'objet de prestige. Par ailleurs, les vestiges osseux prélevés sur les carnivores pouvaient démontrer la qualité et les compétences des chasseurs. Par exemple, à Monruz, de nombreux vestiges d'ursidés immature (≤1 an) ont été retrouvés, présentant des marques d'incisions. D'après l'âge d'abattage, la chasse de ces jeunes animaux n'a pas dû être sans danger: à cet âge-là, les petits sont en effet accompagnés de leur mère, prêtes à les défendre vivement.
Comme évoqué auparavant, les petits mammifères étaient surtout chassés en vue des produits secondaires qu'ils pouvaient apporter: à Monruz de nombreuses mandibules de spermophiles ont été retrouvées, en nombre plus important que les éléments du squelette post-crânien; ceci indique que ces mandibules étaient probablement un ornement, peut-être cousues directement sur le vêtement. Dans le registre de la parure, on peut aussi signaler une incisive perforée de marmotte et dix incisives sciées découvertes à Monruz et trois incisives sciées  à Hauterive-Champréveyres. L'avifaune joue aussi un rôle certain dans l'industrie osseuse. Les ossements de cygnes chanteurs, d'oies et de plongeons arctiques ont servi à la confection d'aiguilles, et les vestiges osseux de lagopèdes retrouvés à Monruz, qui présentaient des marques de découpes horizontales, laisse à penser qu'ils étaient débités pour créer des perles. La matière dure animale a aussi un rôle relativement important. En effet, on sait que les sagaies sont alors réalisées en bois de renne, dont la hampe, qui devait être taillées dans du bois, manque, ce qui est dû à divers facteurs taphonomiques. Compte tenu de la rareté du bois dans l'environnement proche, les Magdaléniens ont dû s'approvisionner sur certains lieux précis à la végétation arborescente, ou procédaient à des échanges avec des campements établis dans de tels emplacements, selon l'hypothèse de Philippe Hadorn et Marie-José Gaillard.

#### Industrie lithique
Les outils en silex ont une fonction plus ou moins orientée vers l'économie qui prédomine à cette époque: la chasse. Plus de la moitié du matériel est constituée de lamelles à dos, de burins, de grattoirs, de perçoirs, de couteaux et d'esquilles. Il est important de souligner que pour le site d'Hauterive-Champréveyres, autant que sur celui de Neuchâtel-Monruz, selon la quantité de matériels retrouvés, certaines zones des sites semblent réoccupées de façon régulière, tandis que d'autres présentent une occupation variable, voire unique. Ainsi, il est possible de distinguer les zones de travail intensives, dont l'occupation est répétée et des zones où le travail devait être bien moins intense. L'origine du matériau utilisé pour l'élaboration de ces outils est plutôt versatile. En effet, les archéologues ont très vite noté la présence de matériaux allochtones. On sait que le territoire suisse ne regorge pas de gîtes de silex, quoique la chaîne du Jura soit constellée de quelques accidents siliceux de bonne qualité. Il est donc probable que ces derniers aient motivé un circuit de réapprovisionnement en silex, ce qui expliquerait aussi la présence de silex allochtones. Dans le secteur 1, les silex font principalement défaut, or, ce n'est pas le cas du secteur 2 qui présente une forte concentration autour d'un foyer. Comme évoqué auparavant, les différentes aires d'activités sont déterminées par la présence de certains outils. Les activités de boucherie, par exemple, sont signalées par la présence de lames en silex de taille conséquentes. A Hauterive-Champréveyres, des lames brutes présentent des stigmates témoignant d'une utilisation pour la découpe de la viande. 
Des zones affectées au traitement des peaux ont pu être identifiées grâce à la présence d'extrémités brisées de grattoirs et d'éclats de silex probablement issus de l'affûtage desdits outils. Le pourcentage de ces outils est légèrement supérieur à Hauterive-Champréveyres qu'à Monruz, ce qui démontre que cette activité a joué un rôle plus important à Hauterive-Champréveyres. 
L'objet phare du site est assurément une lame démontrant l'existence d'échanges directs entre les deux stations d'Hauterive-Champréveyres et Monruz, qui sont donc au moins partiellement contemporaines. En effet, une lame issue du même nucléus que la lame d'Hauterive-Champréveyres a été retrouvée à Neuchâtel-Monruz. On pourrait certes imaginer qu'un Magdalénien ait occupé plus tardivement le site de Monruz et ait récolté cette lame, cependant cette hypothèse peut être écartée: sachant qu'une lame de silex s'émousse très rapidement, il est plus avantageux de les produire lorsque le besoin s'en présente. 
Les déchets de taille ont été retrouvés en général sur un périmètre d'environ 1 m autour des foyers. De plus, les aires de débitage semblent se distinguer clairement les unes des autres. 

#### Matériaux insolites et objets issus d'un réseau d'échange
Des morceaux d'ambre fossilisée, matériau plutôt exceptionnel, ont été mis au jour sur les sites d'Hauterive-Champréveyres et de Neuchâtel-Monruz. Ce matériau d'importation indique l'existence d'interactions avec le nord-est de l'Europe, à l'instar des évidences attestées également à Moosbühl, en Allemagne. Ces pièces en résine auraient été, pour la plupart, polies; certains nodules semblent avoir été laissés bruts, ou présentent une dégradation trop avancée pour que quelques stigmates puissent être observés.